# Neuseeländische Badmintonmeisterschaft 1930
Die Neuseeländische Badmintonmeisterschaft 1930 fand in Wanganui statt. Es war die vierte Austragung der Badmintonmeisterschaften von Neuseeland. 	

## Titelträger
| Disziplin    | Sieger                       |
| ------------ | ---------------------------- |
| Herreneinzel | E. J. Rishworth              |
| Dameneinzel  | J. E. Ramsay                 |
| Herrendoppel | D. W. Earle W. E. Fossette   |
| Damendoppel  | B. Solomon A. Ellett         |
| Mixed        | E. J. Rishworth J. E. Ramsay |